# Pierwoszewo
Pierwoszewo – kolonia w Polsce, w województwie wielkopolskim, w powiecie szamotulskim, w gminie Wronki, na lewym brzegu Warty, 800 m od Biezdrowa. Wchodzi w skład sołectwa Biezdrowo. 

## Historia
Wieś pierwotnie związana była z Wielkopolską i ma metrykę średniowieczną. Istnieje co najmniej od drugiej połowy XIV wieku. Po raz pierwszy odnotowana została w języku łacińskim dokumencie z 1358 (wg zachowanej kopii z 1592) pod nazwą "Pirwoszewo". Z początku XV wieku pochodzi utworzone od nazwy wsi odmiejscowe nazwisko Pierwoszewski. W 1400 odnotowano je jako "Pirzwoszewski", a 1414 "Pirwosewsky". Z archiwalnych źródeł pochodzą inne zapisy nazwy wsi. W 1415 "Pyrzwoszewo", 1420 "Pirwosszewo, Pirszewo", 1421 "Pirzwosewo", 1424 "Pirwoschewo", 1428 "Pyrwoschewo", 1444 "Pyrwosyewo", 1444 "Pyerwoschewo", a także nazwiska: w 1467 "Pyrzwoschewsky", 1469 "Pyrwoschowsky ", 1480 "Pyczwoschewsky", 1488 "Pyrwoszewski", 1493 "Pyerwoszewsky", 1496 "Pyrzwoszewsky", 1498 "Pyrvoschewsky", 1514 "Pirwaschewsky". W 1562 wieś odnotowano pod obecną nazwą "Pierwoszewo".
Miejscowość istniała jednak już wcześniej niż odnotowały to zachowane zapisy historyczne. W 1982 archeologiczne wiercenia sondażowe odsłoniły wczesnośredniowieczne grodzisko wyżynne pochodzące z okresu pomiędzy IX, a pierwszą połową X wieku, które częściowo zostało zniszczone i zniwelowane, a także wał podkowiasty oraz silnie zniwelowaną fosę pomiędzy Wartą a trasą drogi wojewódzkiej nr 143, 200 m na północ od niej, przy ujściu Strumienia Ostrorowskiego do Warty. Leży ono na cyplu wzgórza o wysokości 65 m, 15 m nad poziomem łąk nadwarciańskich. Miejscowa ludność nazywa je "Zamczyskiem".
Miejscowość była początkowo własnością szlachecką należącą do wielkopolskiej szlachty z rodu Pierwoszewskich, którzy od nazwy wsi przyjęli odmiejscowe nazwisko, a później także do Ćmachowskich, Izdbieńskich, Kluczewskich, Górków herbu Łodzia, Bzowskich. W 1445 leżała w powiecie poznańskim województwa poznańskiego w Koronie Królestwa Polskiego. W 1508 odnotowana w parafii biezdrowskiej.
Pierwszy zachowany zapis historyczny dotyczący wsi pochodzi z dokumentu z 1358 i mówi o tym, że dziedzic pierwoszewski Hektor, który posiadał majętnosci także w Ćmachowie, Wróblewie koło Wronek, Białczu koło Sierakowa dokonał zamiany dóbr z Hamletem z Ćmachowa. Dokument ten znany jest z XVI wiecznego odpisu. W 1400 w dokumentach sądowych odnotowany został brat Hektora Mroczek Pierwoszewski właściciel majętności we Wróblewie, Białczu i Ćmachowie, który od Pierwoszewa przyjął odmiejscowe nazwisko.
W latach 1414-1428 właścicielem we wsi był Szczepan (oryg. łac zapis "Stephanus") z Pierwoszewa  Pierwoszewski. Znany jest ze średniowiecznych dokumentów procesowych jakie toczył w 1415 z Janem z Janowa, w 1420 z Wincentym niegdyś ze Słopanowa o rozgraniczenie Pierwoszewa i połowy Biezdrowa . W 1421 toczył spór z Janem z Janów Młyna w powiecie gnieźnieńskim, obecnie Janowiec Wielkopolski oraz jego kmieciami ze Śmiłowa koło Szamotuł. Według postanowienia sądu miał zwrócić Janowi dług 10 grzywien. Szczepana wspomniano także przy okazji innych spraw sądowych.
W 1429 odnotowany został spór sądowy Narama z Pierwoszewa i z Wielżyna, posiadacza zastawnego części Wróblewa w latach 1423-1425, który sądził się z Tomaszem z Nosalewa. W latach 1434-1445 właścicielem we wsi był Tomasz z Pierwoszewa oraz Buszewa. W 1434 dał on Buszewo kasztelanowi kamieńskiemu Dobrogostowi z Kolna, a w zamian otrzymał wieś Pierwoszewo. W 1445 Tomasz z Pierwoszewa i Grobi koło Sierakowa sprzedał Mikołajowi niegdyś z Kłodziska wieś Pierwoszewo za 600 grzywien.
Miejscowość odnotowały także historyczne rejestry podatkowe dzięki, którym znamy stosunki własnościowe we wsi. W 1508 podatki od 3 łanów we wsi zapłacił Baltazar Izdbieński. Z części Mikołaja Pierwoszewskiego pobrano podatki od 2 łanów oraz 6 groszy od karczmy. W 1563 z części pani Jadwigi Bzowskiej po mężu Ćmachowskiej pobrano podatek od 2,5 łana oraz od 1/2 karczmy dorocznej, a z części należącej do wojewody kaliskiego Łukasza Górki pobrano od 3,5 łana oraz od połowy karczmy dorocznej. W 1577 pobrano podatki z części Pierwoszewa należącej do wdowy po Janie Bukowieckim herbu Ogończyk Anny z Wituchowa Bukowieckiej oraz z części Jadwigi Ćmachowskiej. W latach 1580-1583podatki pobrano z części wsi należącej Anny Bukowieckiej od 3,5 łana oraz od 3 zagrodników, z części Melchiora Bzowskiego od 2,5 łana., trzech zagrodników oraz od komornika.
W końcu XVII w. wieś przeszła we władanie Bnińskich z Biezdrowa. Wieś szlachecka położona była w 1580 roku w powiecie poznańskim województwa poznańskiego w Rzeczypospolitej Obojga Narodów. Wskutek II rozbioru Polski w 1793, miejscowość przeszła pod władanie Prus i jak cała Wielkopolska znalazła się w zaborze pruskim.
W latach 1975–1998 Pierwoszewo należało administracyjnie do województwa pilskiego.
Do 2023 miejscowość była częścią wsi Biezdrowo.